# Arangiz
Arangiz/Aránguiz és un poble i concejo pertanyent al municipi de Vitòria-Gasteiz al territori històric d'Àlaba, País Basc. Està inclòs dins de la Zona Rural Nord-oest de Vitòria. D'aquest poble és originària la família Lauzurica-Lauzurika.

## Situació i població
És un poble de 119 habitants situat 6,5 km al nord-oest de la ciutat de Vitòria, prop del nus de carreteres on conflueixen l'autovia A-1 (Madrid-Irun) i l'autovia que uneix Bilbao amb Vitòria.
| 2000 | 2001 | 2002 | 2003 | 2004 | 2005 | 2006 | 2007 |
| ---- | ---- | ---- | ---- | ---- | ---- | ---- | ---- |
| 100  | 94   | 98   | 98   | 112  | 111  | 122  | 105  |

## Història
Va pertànyer al municipi de Foronda fins que aquest va ser absorbit pel de Vitòria en la dècada de 1970. Al nord-oest del poble estan les pistes de l'aeroport de Foronda. En certa manera el poble queda encaixonat entre les pistes de l'aeroport i les autovies que l'envolten.
Al poble destaca l'església de Sant Pere que combina elements gòtics amb alguns romànics. Els retaules són barrocs. Les festes patronals se celebren el 29 de juny.